# Gerry Chiniquy
Germain Adolph Chiniquy, detto Gerry (Illinois, 23 giugno 1912 – Contea di Ventura, 22 novembre 1989), è stato un animatore statunitense.
È noto principalmente per le sue collaborazioni con Friz Freleng, alla Warner Bros. e alla DePatie-Freleng Enterprises.
Chiniquy cominciò a lavorare nel team d'animazione di Freleng alla Warner nei primi anni '40. Un cameo di Chiniquy può essere visto nel cortometraggio in tecnica mista Dovresti fare del cinema del 1940. Quando Freleng fondò la DFE negli anni '60, Chiniquy fu promosso a regista. Egli curò la regia di diversi corti delle serie animate Pantera Rosa e The Ant and the Aardvark.